# 北海道枝幸高等学校
北海道枝幸高等学校（ほっかいどうえさしこうとうがっこう、Hokkaido Esashi High School）は、北海道枝幸郡枝幸町にある公立（道立）の高等学校。

## 沿革
- 1951年 - 開校
- 1964年 - 道立移管